# Система информации Республики Португалия
Система информации республики Португалия (порт. Sistema de Informações da República Portuguesa, SIRP) — правительственная организационная структура Португалии, осуществляющая координацию двух самостоятельных разведывательных служб:Службы информации и безопасности (порт. Serviço de Informações de Segurança, SIS), в чью компетенцию входят внешняя разведка и госбезопасность, и Службы стратегической информации в интересах обороны (порт. Serviço de Informações Estratégicas de Defesa, SIED) — военной разведки.

## История
При режиме Салазара функции госбезопасности выполняла ПИДЕ (Международная полиция защиты государства, порт. Polícia Internacional e de Defesa do Estado, PIDE), которая формально находилась под контролем министра юстиции, а в реальности представляла собой тайную полицию Салазара, жёсткими методами расправлявшуюся с противниками режима. В 1960-е и 1970-е годы PIDE сосредоточила свои усилия на борьбе с повстанцами в африканских колониях Португалии. При правительстве М.Каэтану PIDE была переименована в Директорат госбезопасности (Direccao Geral de Seguranca, DGS), однако методы у новой организации остались прежними. Поэтому DGS была распущена сразу же после революции красных гвоздик. Только после захвата посольства Турции армянскими террористами в 1983 году и убийства в том же году представителя Организации освобождения Палестины на международной социалистической конференции португальские власти решились создать новую разведслужбу (SIRP). SIRP была создана в 1984 году, а в её структуре — SIS и SIEDM.

## Организационная структура
SIRP находится под непосредственным руководством премьер-министра Португалии и включает в себя:
- Наблюдательный совет SIRP (под контролем парламента Португалии);
- Наблюдательный комитет SIRP (под контролем Генерального прокурора Португалии);
- Высший совет разведки;
- Генеральный секретарь SIRP;
- Службу стратегической информации в интересах обороны (порт. Serviço de Informações Estratégicas de Defesa, SIED);
- Службу информации и безопасности (порт. Serviço de Informações de Segurança, SIS).

Генеральный секретарь является главой SIRP, который назначается на должность премьер-министром и осуществляет инспекцию, контроль и координацию деятельности спецслужб. Генеральный секретарь непосредственно руководит Управлением административно-технической поддержки и четырьмя общими сервисными подразделениями SIRP (финансовым, безопасности, кадров и информационных технологий).
В системе спецслужб Португалии существует также войсковая разведка: под двумя названиями — DIMIL (Divisao de Informacoes Militares) и SIM (Serviço de Informacoes Militares). Директором SIM с 1997 года является бригадир Дуррао Коррейа. Кроме того, в вооружённых силах существует Подразделение специальных акций, изначально элитное разведывательное подразделение ВМФ Португалии, в задачи которого входит борьба с террористами на море (фактически — подразделение боевых пловцов)
В состав полиции общественной безопасности Португалии входит также Группа спецопераций (Grupo de Operacoes Especiais, GOE), предназначенная для борьбы с терроризмом. Численность — порядка 150 человек, тесно сотрудничает с британской SAS, иногда её сотрудники используются для охраны VIP.